# Роналд Стреттон
Роналд Стреттон (англ. Ronald Stretton, 13 лютого 1930 — 12 листопада 2012) — британський велогонщик.
Бронзовий призер Олімпійських Ігор 1952 року в командній гонці переслідування.